# CEP97
CEP97‏ (Centrosomal protein 97) هوَ بروتين يُشَفر بواسطة جين CEP97 في الإنسان.